# Luka Lavtar
Luka Lavtar, slovenski matematik in profesor, * 20. oktober 1846, Železniki, † 9. marec 1915, Maribor.

## Življenje in delo
Osnovno šolo je obiskoval v Škofji Loki. Gimnazijo je do leta 1857 obiskoval v Ljubljani, kjer je maturiral leta 1865. Iz matematike in fizike je diplomiral leta 1872 na Univerzi na Dunaju.
Leta 1872 je bil sprejet za suplenta na realki v Ljubljani, kjer je učil tudi slovenski jezik. Leta 1873 je bil imenovan za glavnega učitelja »extra statum« na ženskem učiteljišču v Gorici, nato od leta 1875 dalje na moškem učiteljišču v Mariboru.
Strokovne prispevke je objavljal v Učiteljskem tovarišu in Popotniku. Prirejal in pisal je matematične učbenike za osnovne šole in učiteljišča. Njegovo metodično izhodišče je bilo, da računanje temelji na štetju. Zavzemal se je za postopno seznanjenje učencev z računskimi operacijami, za prehajanje od lažjega k težjemu. Na nižji stopnji je izključeval množenje, merjenje in deljenje, poudarjal je praktično stran uporabnih nalog.
Pokopan je bil na starem mestnem pokopališču pri Ljudskem vrtu. Ko je Mestna občina Maribor leta 1940 to pokopališče dokončno zaprla, je organizirala njegovo ekshumacijo (tako kot tudi ekshumacijo drugih zaslužnih mož, ki jih niso ekshumirali svojci) in pokop njegovih telesnih ostankov v novi skupni grobnici zaslužnih mož v arkadah frančiškanskega pokopališča na Pobrežju.

## Izbrana bibliografija
- Občna aritmetika za učiteljišča (1879) (COBISS)
- Geometrija za učiteljišča (1881) (COBISS)
- večje število Računic za osnovne šole od I. do III. razreda (glej COBISS Arhivirano 2013-11-03 na Wayback Machine.